# ШК Рапид Виена
Шпортклуб „Рапид“ (на немски: Sportklub Rapid) е австрийски футболен клуб, играещ в австрийската Бундеслига.
Стадионът на клуба се нарича „Герхард Ханапи Щадион“ и се намира в квартала на Виена Хютелдорф. Цветовете на отбора са зелено-бяло.
Шпортклуб „Рапид“ е основан през 1898 г. като „1. Виенски Работнически Футболен Клуб“. Клубът приема името „Рапид“ на 8 януари 1899 г., като първоначалните синьо-червени цветове се подменят със сегашните шест години по-късно. Отборът е рекордьор в първенството на страната с 32 спечелени австрийски първенства.

## Успехи
- Национални:
  - Австрийска Бундеслига:
    -  Шампион (32): 1912, 1913, 1916, 1917, 1919, 1920, 1921, 1923, 1929, 1930, 1935, 1938, 1940, 1941, 1946, 1948, 1951, 1952, 1954, 1956, 1957, 1960, 1964, 1967, 1968, 1982, 1983, 1987, 1988, 1996, 2005, 2008

  - Купа на Австрия:
    -  Носител (14): 1919, 1920, 1927, 1946, 1961, 1968, 1969, 1972, 1976, 1983, 1984, 1985, 1987, 1995

  - Суперкупа на Австрия:
    -  Носител (4): 1986, 1987, 1988, 2008 (неофициален турнир)

- - Германска Бундеслига:
    -  Шампион (1): 1941

  - Купа на Германия:
    -  Носител (1): 1938

- Международни:
  - Купа Митропа:
    -  Носител (2): 1930, 1951

  - Купа Интертото:
    -  Победител (3): 1992, 1993, 2007

  - Купа на УЕФА:
    - Полуфинал (1): 1985
    - КНК:Финал:1996
- Лига на конференциите
  -  1/4 финалист (1): 2024/25

## Легендарни футболисти
- Герхард Ханапи
- Ханс Кранкъл
- Ернст Хапел
- Карстен Янкер
- Деян Савичевич
- Щефан Хофман
- Андреас Иваншиц
- Златко Кранчар

## Български футболисти
- Трифон Иванов: 1995/97 – (53 мача - 7 гола) - Бундеслига